# NGC 4414
NGC 4414 (другие обозначения — UGC 7539, MCG +5-29-85, CGCG 158—108, Arak 365, KUG 1223+315, PGC 40692) — спиральная галактика (тип Sc) в созвездии Волосы Вероники. Находится на расстоянии около 62 млн световых лет или 17,9 Мпк.
Это флоккулентная спиральная галактика, не имеющая чётко выраженных спиральных рукавов. 
NGC 4414 дважды снималась телескопом Хаббла: в 1995, в рамках основной миссии телескопа по определению расстояний до галактик, и в 1999, в рамках проекта Hubble Heritage (Наследие Хаббла). До сих пор продолжается изучение цефеид в составе галактики.
Этот объект входит в число перечисленных в оригинальной редакции «Нового общего каталога». Галактика занесена с обозначением Ark 365 в каталог галактик с высокой поверхностной яркостью.
В галактике в 1974 и в 2013 годах наблюдались вспышки сверхновых, получивших обозначения соответственно SN 1974G (тип I, пиковая видимая звёздная величина 13,0m) и SN 2013df (тип II, 14,4m.
С галактикой отождествлён радиоисточник B2 1223+31. 